# Julien
Julien [ʒy.ljɛ̃] ist ein französischer männlicher Vorname.

## Herkunft und Bedeutung
→ Hauptartikel: Julius
Julien ist die französische Form von Julianus. Ihre deutsche Entsprechung ist Julian.

## Namensträger

### Vorname
- Julien Absalon (* 1980), französischer Mountainbiker
- Julien Arruti (* 1978), französischer Schauspieler und Drehbuchautor
- Julien Bailleul (1988–2011), französischer Fußballspieler
- Julien Baker (* 1995), US-amerikanische Musikerin
- Julien Bam (* 1988), deutscher Webvideoproduzent
- Julien Benda (1867–1956), französischer Philosoph und Schriftsteller
- Julien Benneteau (* 1981), französischer Tennisspieler
- Julien Boutter (* 1974), französischer Tennisspieler
- Julien Burri (* 1980), Schweizer Journalist und Schriftsteller
- Julien Cardy (* 1981), französischer Fußballspieler
- Julien Clerc (* 1947), französischer Chansonnier
- Julien Duvivier (1896–1967), französischer Autor und Regisseur
- Julien Escudé (* 1979), französischer Fußballspieler
- Julien Fouchard (* 1986), französischer Straßenradrennfahrer
- Julien Freund (1921–1993), französischer Politikwissenschaftler und Soziologe
- Julien Green (1900–1998), französischer Schriftsteller
- Julien Haggége (* 1976), deutscher Synchronsprecher und Schauspieler
- Julien Humbert (* 1984), französischer Fußballspieler
- Julien Ingrassia (* 1979), französischer Rallye-Copilot
- Julien Jousse (* 1986), französischer Auto-Rennfahrer
- Julien Kuypers (1892–1967), belgischer Literaturwissenschaftler und Politiker
- Julien de Lallande Poydras (1740–1824), US-amerikanischer Politiker französischer Herkunft
- Julien Maio (* 1994), französischer Badmintonspieler
- Julien Martini (* 1992), französischer Pokerspieler
- Julien Mazet (* 1981), französischer Radrennfahrer
- Julien Nsengiyumva (* 1978), ruandischer Fußballspieler
- Julien Offray de La Mettrie (1709–1751), französischer Arzt und Philosoph
- Julien Prosser (* 1972), australischer Beachvolleyballspieler
- Julien Ries (1920–2013), französischer römisch-katholischer Erzbischof, Doktor der Theologie, Altorientalist und Religionshistoriker
- Julien Robert (* 1974), französischer Biathlet
- Julien Schaller (1807–1871), Schweizer Politiker und Staatsrat des Kantons Freiburg
- Julien Schoenaerts (1925–2006), niederländischsprachiger belgischer Schauspieler
- Julien Sebag (* 1976), französischer Mathematiker
- Julien Serrano (* 1998),  französischer Fußballspieler
- Julien Sewering (* 1988), deutscher Webvideoproduzent, Meinungsblogger und Rapmusiker
- Julien Simon (* 1985), französischer Radrennfahrer
- Julien Simon-Chautemps (* 1978), französischer Motorsportingenieur
- Julien Sprunger (* 1986), Schweizer Eishockeyspieler
- Julien Stevens (* 1943), belgischer Radrennfahrer
- Julien Stocker (* 1991), Schweizer Politiker
- Julien Temple (* 1953), britischer Filmregisseur
- Julien Ughetto (* 1981), französischer Biathlet
- Julien Vervaecke (1899–1940), belgischer Radrennfahrer

### Familienname
- Anna Juliën (1705–1779), surinamische Plantagenbesitzerin
- Charles-André Julien (1891–1991), französischer Historiker, Journalist, Orientalist und Hochschullehrer
- Christina Julien (* 1988), kanadische Fußballspielerin
- Claire Julien (* 1995), US-amerikanische Schauspielerin
- Claude Julien (* 1960), kanadischer Eishockeyspieler und -trainer
- Denyse Julien (* 1960), kanadische Badmintonspielerin
- Edmond Julien († 1894), belgischer Erfinder
- Franz Xaver von Saint-Julien (1756–1836), österreichischer General
- Heinrich von Saint-Julien (1801–1844), badischer Jurist, Kriegsrat, Komponist und Chorleiter
- Henri Julien (Maler) (1852–1908), kanadischer Maler und Karikaturist
- Henri Julien (Rennfahrer) (1927–2013), französischer Automobilrennfahrer und Teamchef
- Hubert Julien-Laferrière (* 1966), französischer Wirtschaftswissenschaftler und Politiker
- Isaac Julien (* 1960), britischer Künstler, Filmproduzent und Hochschullehrer
- Kriston Julien (* 1995), grenadischer Fußballspieler
- Ludovic-Henri-Marie-Ixile Julien-Laferrière (1838–1896), französischer Geistlicher und römisch-katholischer Bischof von Constantine-Hippone
- Max Julien (1933–2022), Schauspieler und Musiker
- Mélody Julien (* 1999), französische Leichtathletin
- Oscar Nilsson-Julien (* 2002), britischer Radrennfahrer
- Pauline Julien (1928–1998), kanadische Sängerin und Schauspielerin
- Robert Julien (* 1967), kanadischer Autorennfahrer
- Stanislas Julien (1797–1873), französischer Sinologe und Orientalist
- Stéphane Julien (* 1974), kanadischer Eishockeyspieler

### Sonstiges
- Julien (Oper), eine Oper von Gustave Charpentier, 1913
- Julien der Lemur, eine Figur der Zeichentrickserie Die Pinguine aus Madagaskar